# دنیس چارگوش
دنیس سارگوش (به روسی: Денис Царгуш) (زادهٔ ۱ سپتامبر ۱۹۸۷) کشتی‌گیر پیشین آبخازیایی است که در دستهٔ ۷۴ کیلوگرم کشتی آزاد برای روسیه رقابت می‌کرد. او برندهٔ مدال برنز المپیک ۲۰۱۲ لندن و مدال طلای سه دورهٔ مسابقات قهرمانی کشتی جهان (۲۰۰۹، ۲۰۱۰ و ۲۰۱۴) است. سارگوش همچنین قهرمان مسابقات قهرمانی کشتی اروپا در سه سال پیاپی است.
او در تیم ملی روسیه جایگزین بووایسار سایتیف شد و دو سال پیاپی قهرمانی جهان را از آن خود کرد ولی با ظهور جردن باروز آمریکایی در سال ۲۰۱۱ از دست یابی به مدال جهانی بازماند و در المپیک ۲۰۱۲ لندن نیز با قبول شکست برابر باروز به نشان برنز دست یافت اما در قهرمانی جهان ۲۰۱۴ بلاخره توانست جردن باروز را شکست دهد و به مدال طلا دست یابد.